# Негринцы
Негринцы (укр. Негринці) — село в Мамалыговской сельской общине Днестровского района Черновицкой области Украины.
Расположено на левом берегу реки Прут. До 2020 года входило в Новоселицкий район.
Население по переписи 2001 года составляло 757 человек. Почтовый индекс — 60357. Телефонный код — 03733. Код КОАТУУ — 7323082002.